# Kavaratti
Kavaratti is de hoofdstad van het Indiase unieterritorium de Laccadiven. Het is tevens de naam van het gelijknamige eiland waarop het ligt. In 2001 woonden er 10.113 mensen in het stadje. De stad trekt vele toeristen, die er komen voor de stranden en de lagune.